# 11月2日
11月2日（じゅういちがつふつか）は、グレゴリオ暦で年始から306日目（閏年では307日目）にあたり、年末まであと59日ある。

## できごと
- 676年 - ドヌスがローマ教皇に即位。

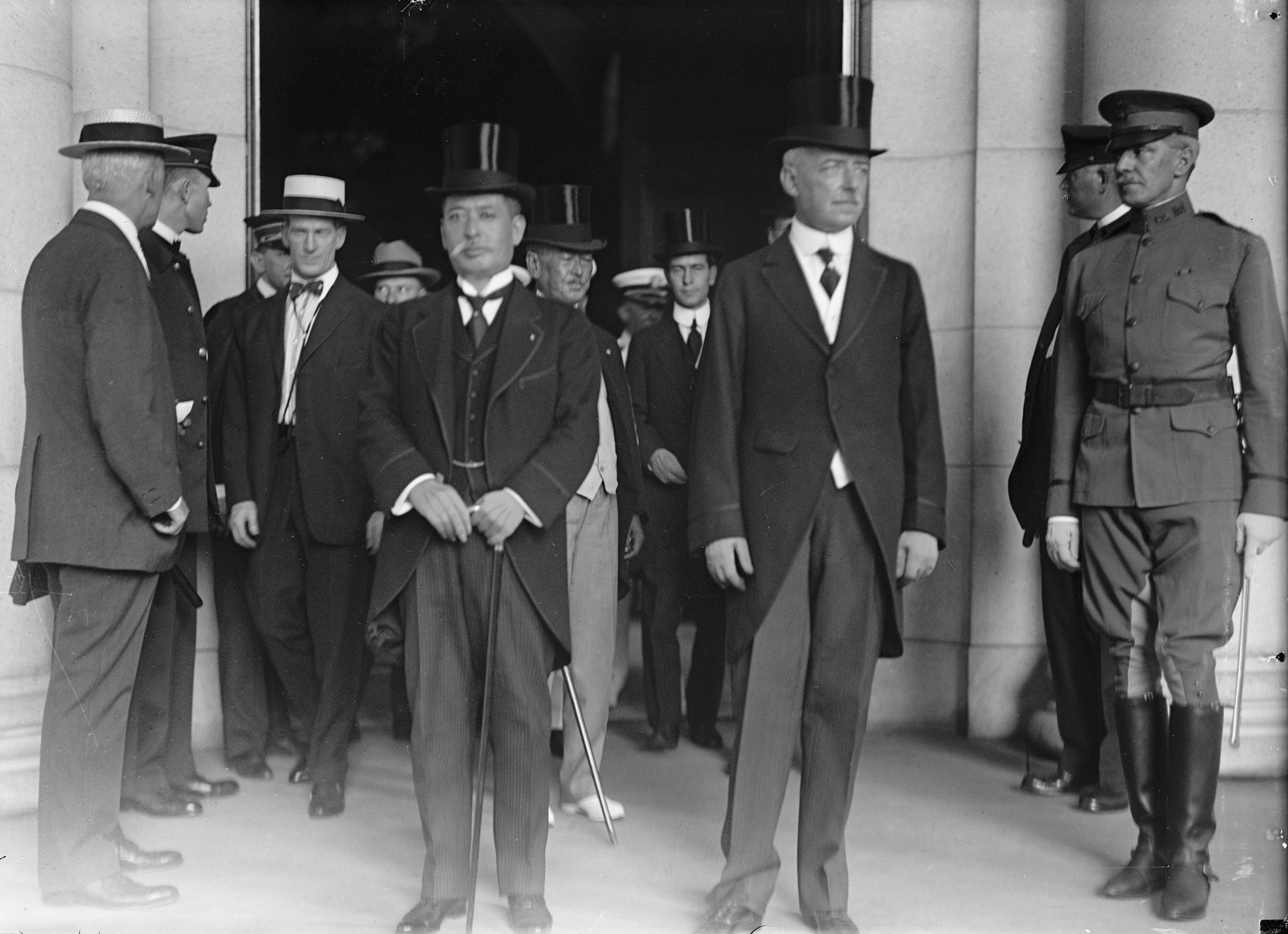
日米による中国分割協定、石井・ランシング協定成立(1917)。この日米協調路線は第一次世界大戦終結後、1922年の九カ国条約まで維持される

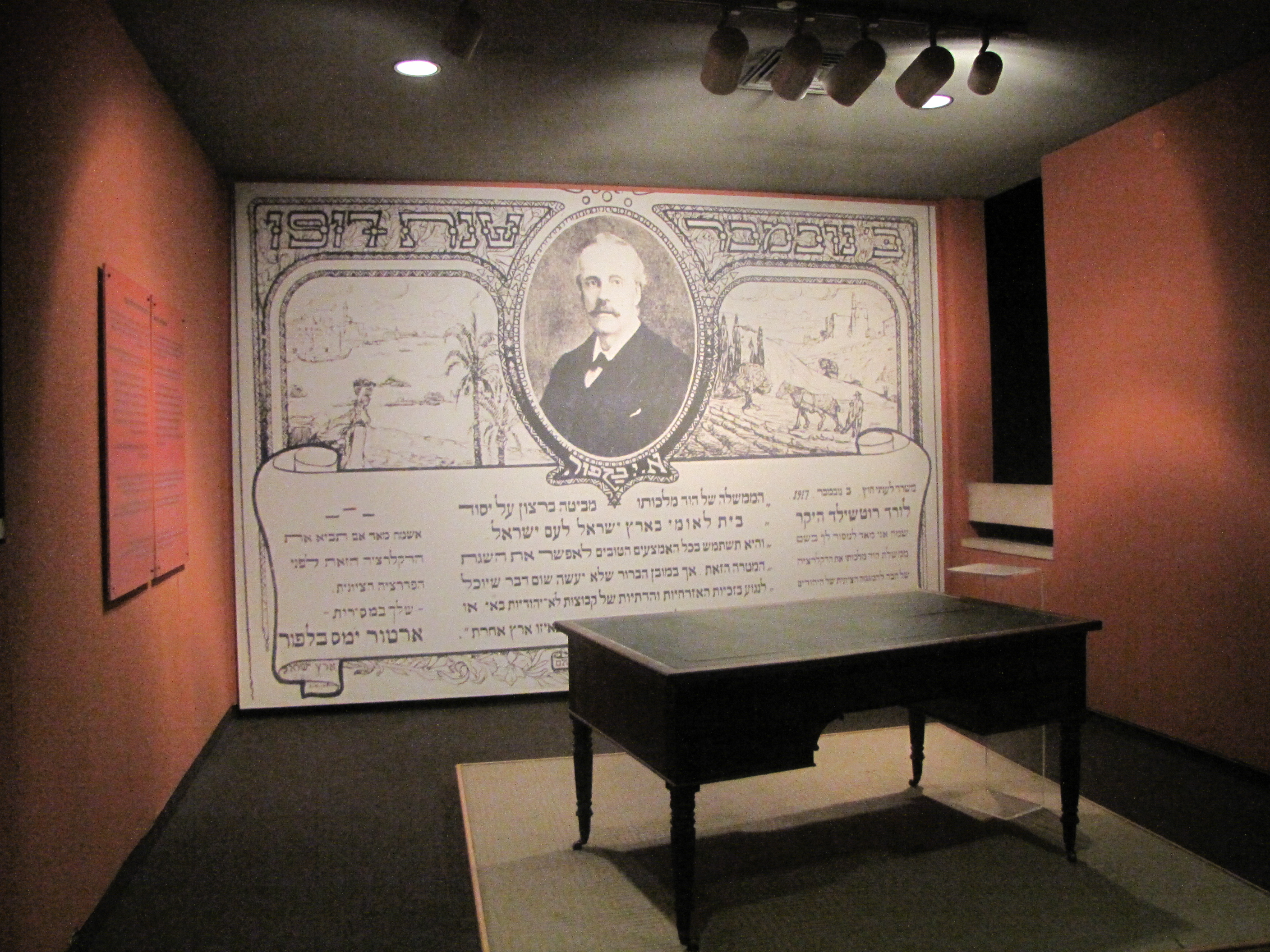
パレスチナにユダヤ人国家設立を認めたバルフォア宣言(1917)。画像は時の外務大臣アーサー・バルフォアが宣言を執筆した机

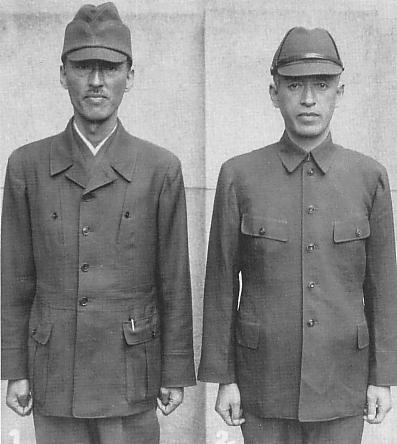
国民服令公布(1940)。甲号(左)と乙号(右)が定められた

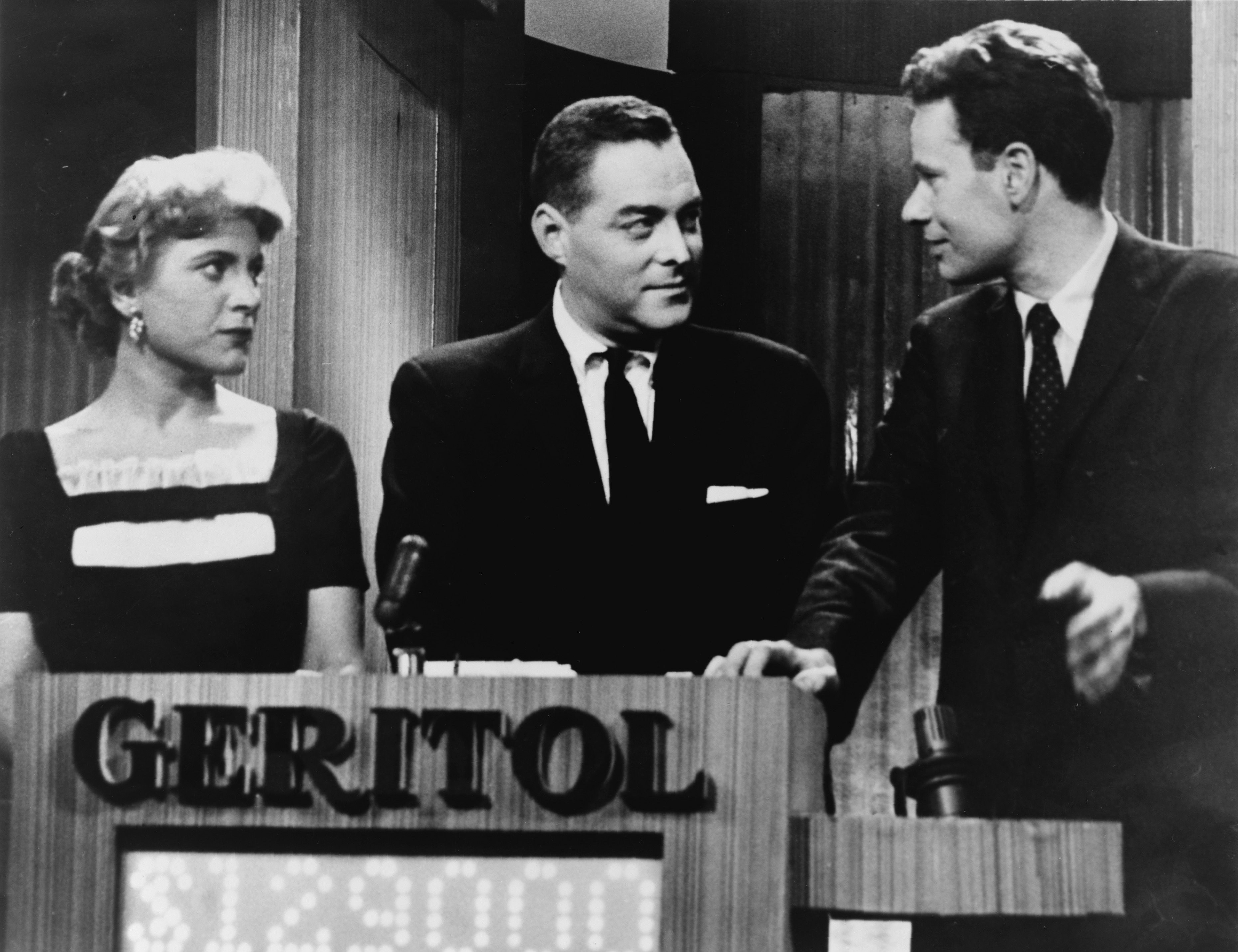
クイズ番組『トウェンティーワン』でのやらせ発覚(1959)。映画『クイズ・ショウ』の原題

- 1795年 - フランス革命: 総裁政府が発足。
- 1870年（明治3年10月9日） - 岩崎弥太郎が土佐開成社を開設（三菱財閥の起源）[1]。
- 1874年 - 読売新聞創刊。
- 1884年 - 安房事件発生。
- 1889年 - ダコタ準州が州に昇格し、ノースダコタ州とサウスダコタ州としてアメリカ合衆国39番目と40番目の州となる。
- 1917年 - 石井・ランシング協定成立。
- 1917年 - イギリスのバルフォア外相が「ユダヤ人シオニスト諸組織に対する好意の宣言」（バルフォア宣言）を発表。パレスチナ内にユダヤ人の民族的郷土の建設を援助すると約束。
- 1920年 - アメリカ・ウェスティングハウス・エレクトリックが同社フランク・コンラッド技師の設計による設備で世界初の商業ラジオ放送局KDKAを現地時間午後6時に開局。
- 1930年 - エチオピア皇帝ハイレ・セラシエ1世が戴冠。
- 1936年 - ベニート・ムッソリーニが「ベルリン・ローマ枢軸」という言葉を初めて使う。
- 1936年 - カナダ放送協会設立。
- 1938年 - 第一次ウィーン裁定の結果、チェコスロバキアが南部スロバキアおよびカルパト・ウクライナ地域をハンガリーに割譲する事が決定。
- 1940年 - 日本で国民服令が公布。
- 1945年 - 日本社会党結成。
- 1947年 - 飛行艇H-4が初飛行。
- 1948年 - 1948年アメリカ合衆国大統領選挙の結果、現職のハリー・S・トルーマン候補が再選。
- 1949年 - オランダとインドネシアがハーグ協定に調印。1949年末までにオランダからインドネシアへ主権を無条件譲渡することが決定。
- 1959年 - クイズショー・スキャンダル（英語版）: チャールズ・ヴァン・ドーレン（英語版）が米議会下院立法管理小委員会（英語版）において、クイズショー『21』でのやらせを認め、テレビ初期の信用を失墜させる。
- 1960年 - 浅沼稲次郎暗殺事件実行犯山口二矢が自害。
- 1961年 - 柏戸と大鵬がそろって横綱に昇進。
- 1964年 - サウード王の譲位によりファイサルがサウジアラビア王に即位。
- 1968年 - 有馬温泉の旅館・池之坊満月城で火災。30人が死亡。
- 1973年 - 金大中事件: 日本の田中角栄首相と韓国の金鍾泌首相の会談により両国間で政治決着。
- 1975年 - 阪急ブレーブスが初めて日本シリーズを制覇。
- 1976年 - 1976年アメリカ合衆国大統領選挙の結果、民主党のジミー・カーターが当選。
- 1976年 - 超音速旅客機コンコルドの製造中止が決定。
- 1979年 - フランス警察がパリの路上で怪盗ジャック・メスリーヌを射殺。
- 1982年 - 山万ユーカリが丘線ユーカリが丘駅 - （女子大駅） - 中学校駅間が開業。
- 1985年 - 阪神タイガースが初めて日本シリーズを制覇。
- 1986年 - メジロラモーヌがエリザベス女王杯（当時は4歳〈現3歳〉牝馬限定競走）に勝ち、日本競馬史上初の牝馬三冠を達成。
- 1988年 - ロバート・T・モリスが世界初のインターネットワームとされるMorris wormを放つ。
- 2000年 - 堂本光一主演のミュージカル「SHOCK」の初演が行われる。
- 2003年 - 日本で勲等の等級が廃止。
- 2004年 - 2004年アメリカ合衆国大統領選挙の投票の結果、現職のジョージ・W・ブッシュが再選[2]。

## 誕生日
| この里に手鞠つきつつ子供らと遊ぶ春日は暮れずともよし |

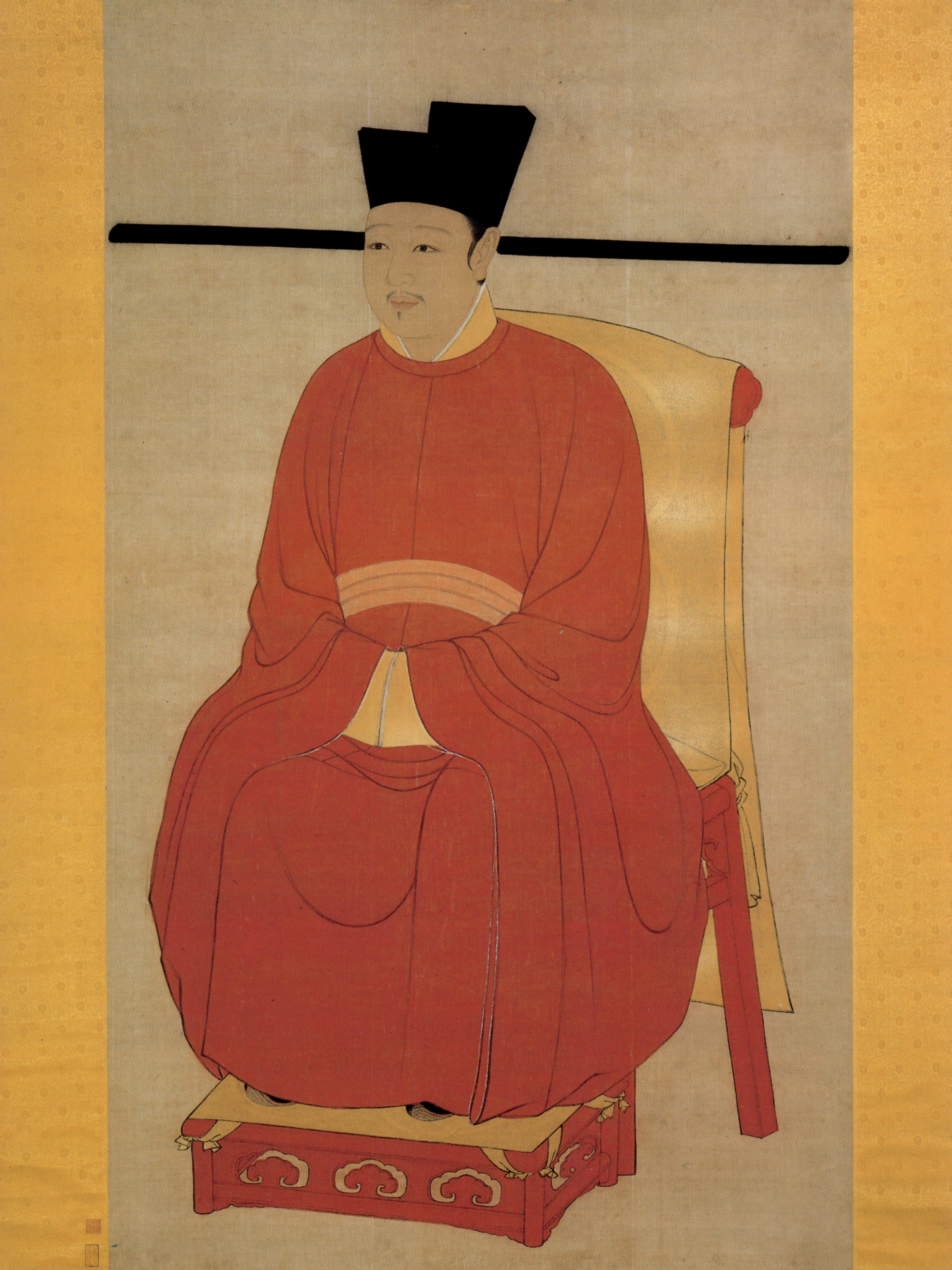
北宋第8代皇帝、徽宗(1082-1135)誕生

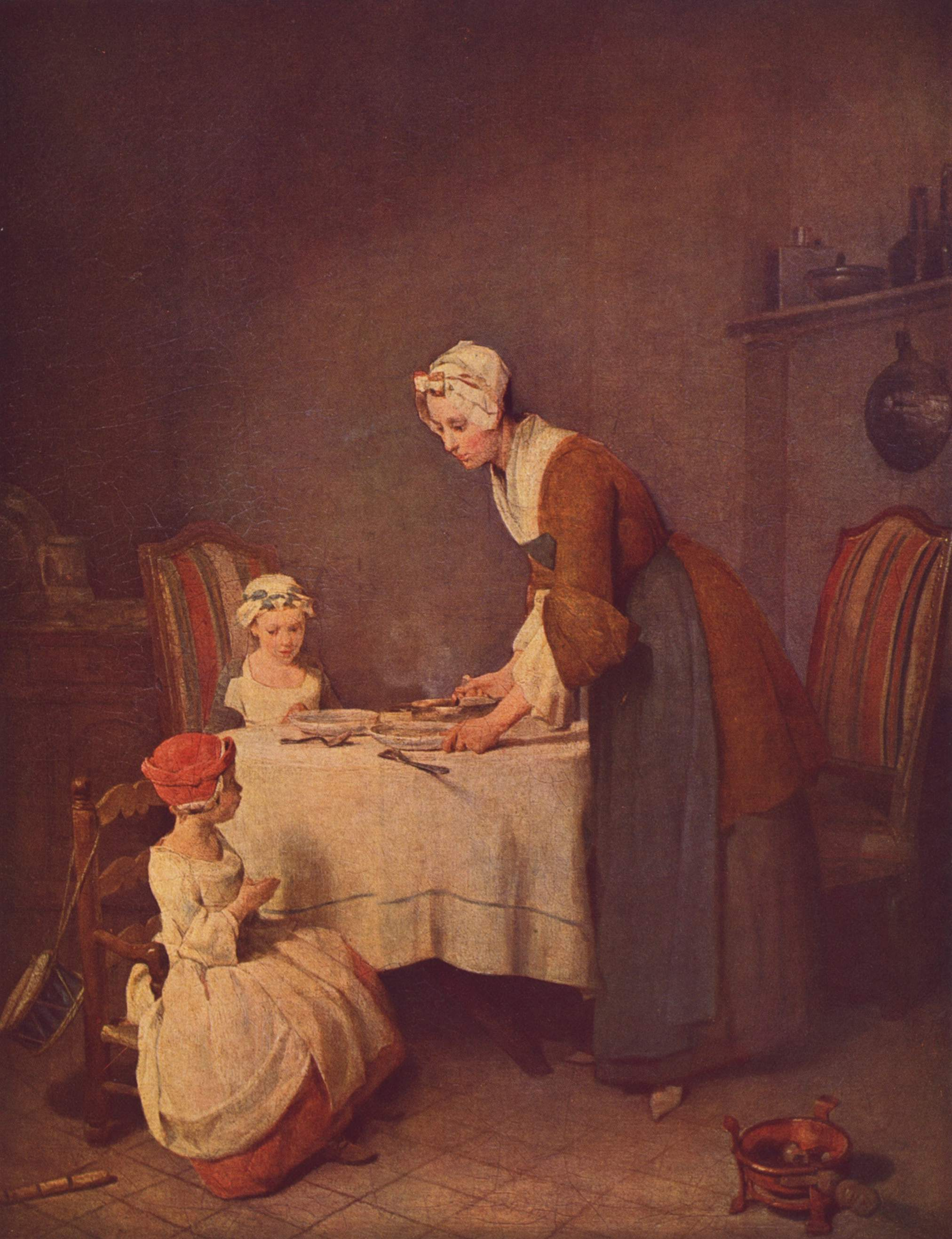
ロココ美術全盛期に写実的な風俗画で名声を博した。フランスの画家、ジャン・シメオン・シャルダン(1699-1779)誕生。画像は《食前の祈り》(1740)

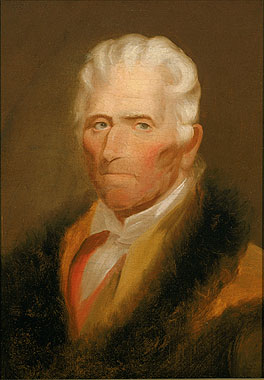
ケンタッキー州に入植したアメリカ合衆国の開拓者、ダニエル・ブーン(1734-1820)誕生。アメリカ人の理想像の1人。

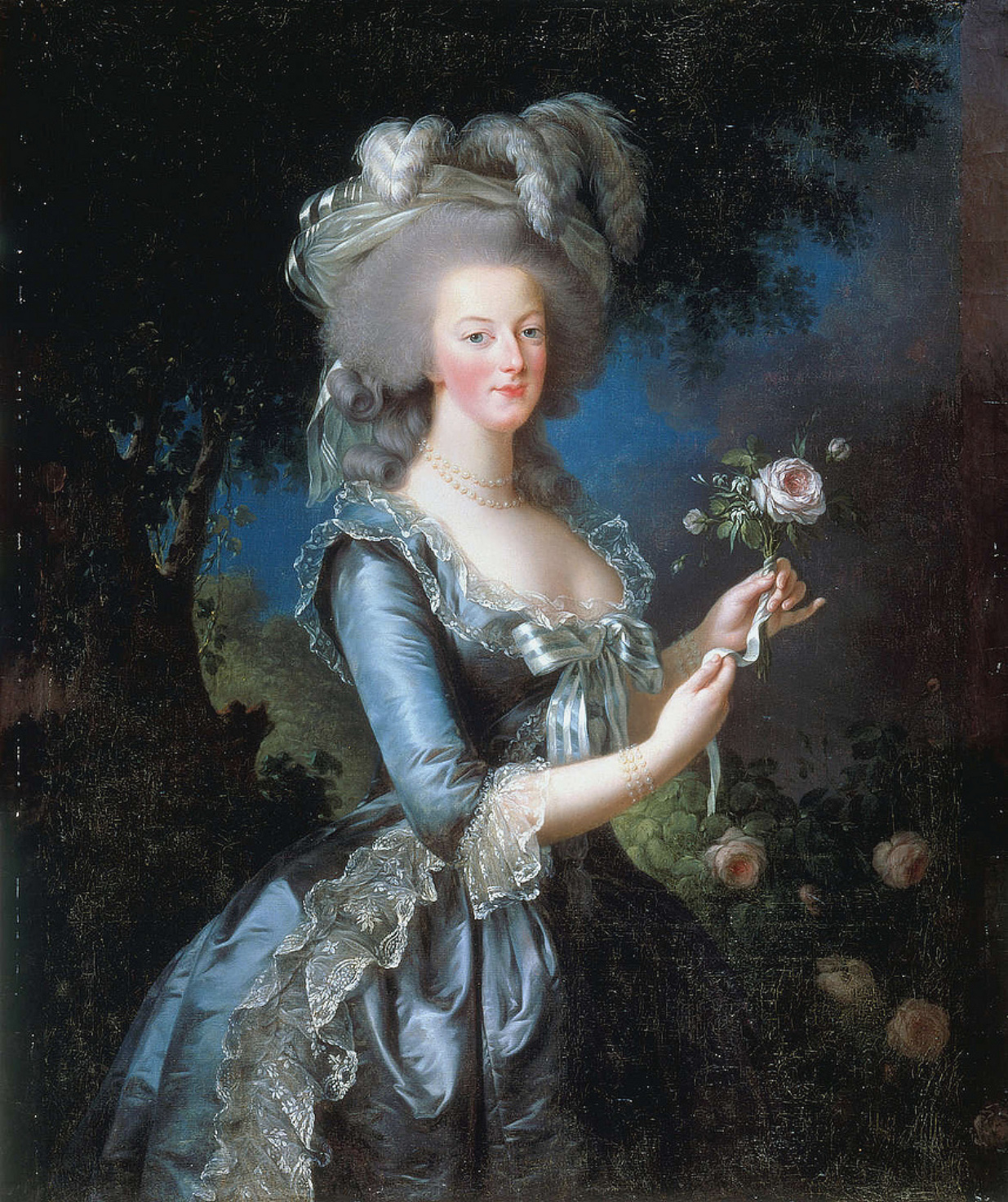
仏王ルイ16世の妃マリー・アントワネット(1755-1793)誕生。

曹洞宗の僧侶良寛(1758-1831)誕生。

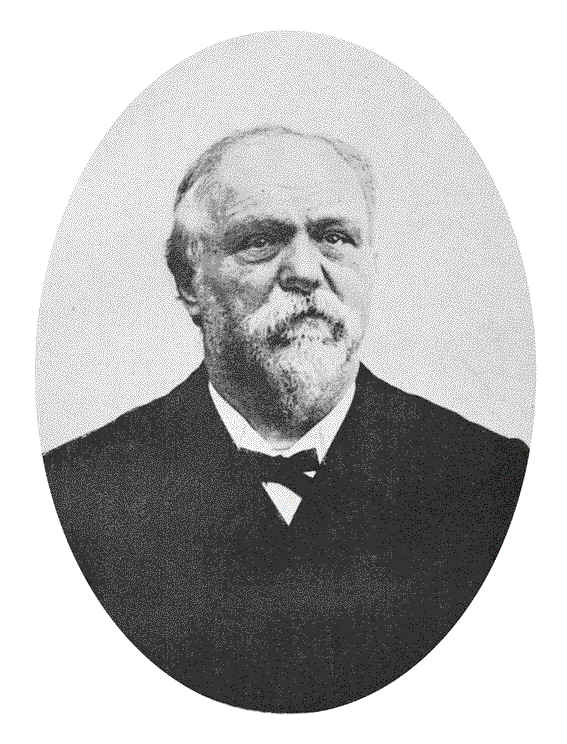
革命的サンディカリスムに影響を与えたフランスの思想家、ジョルジュ・ソレル(1847-1922)誕生。

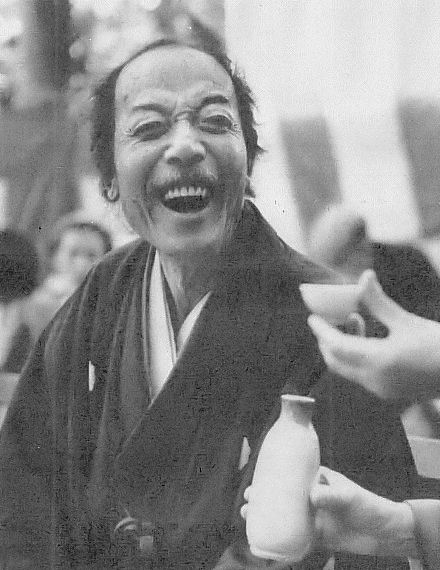
日本画家、横山大観(1868-1958)誕生。

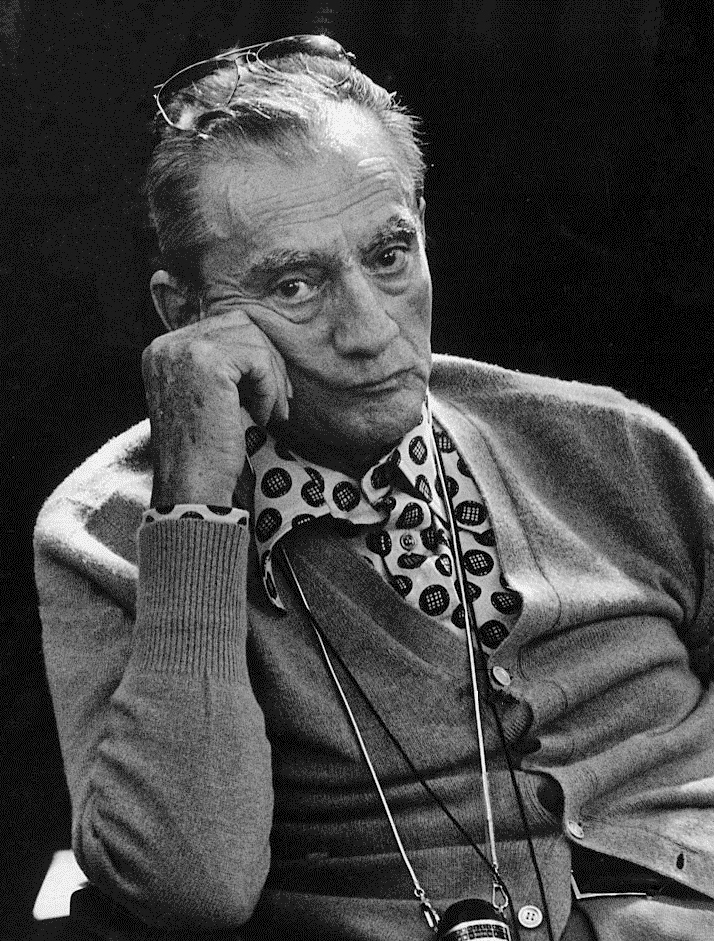
イタリアの映画監督、ルキノ・ヴィスコンティ(1906-1976)誕生。

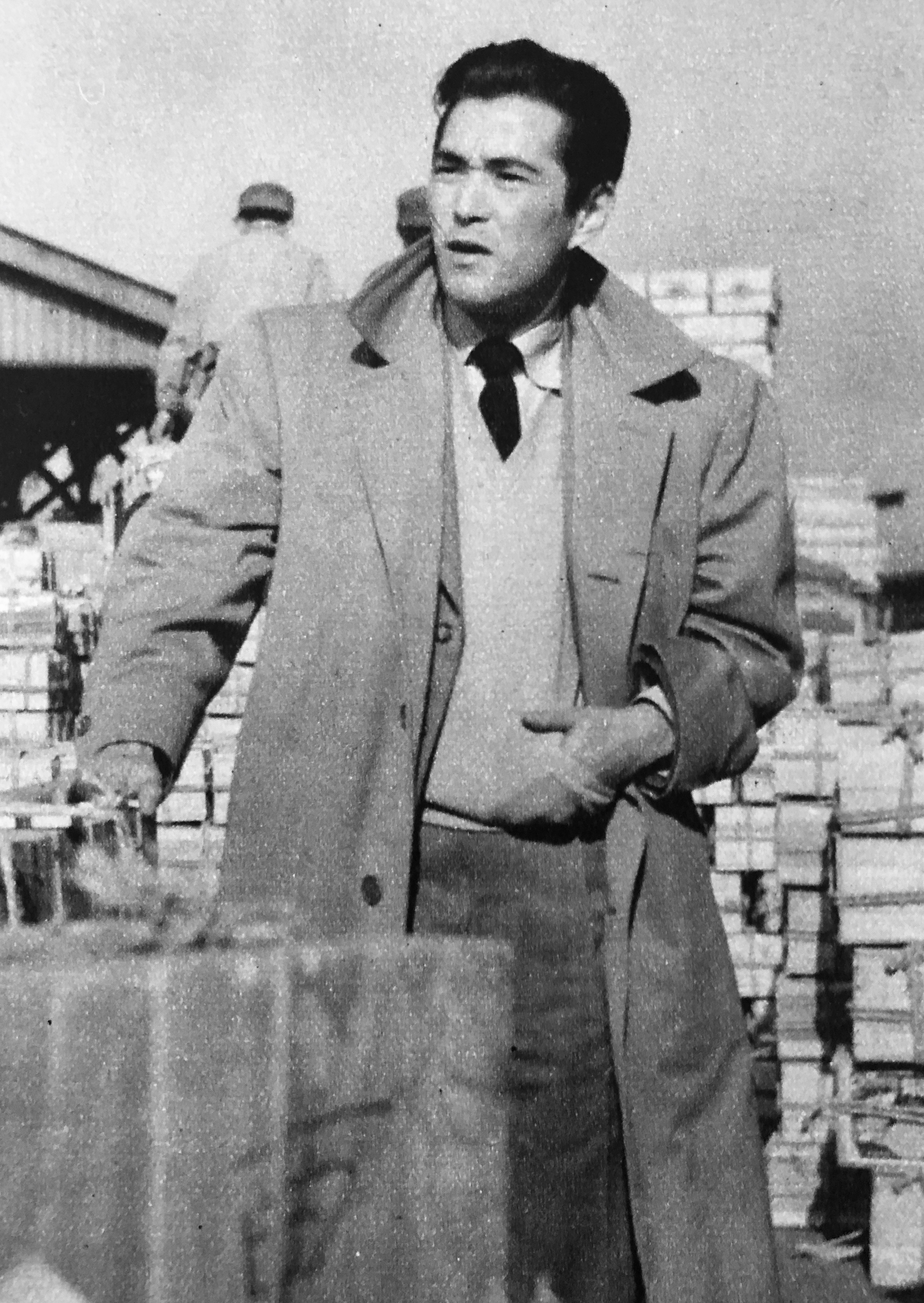
俳優、三橋達也(1923-2004)誕生。

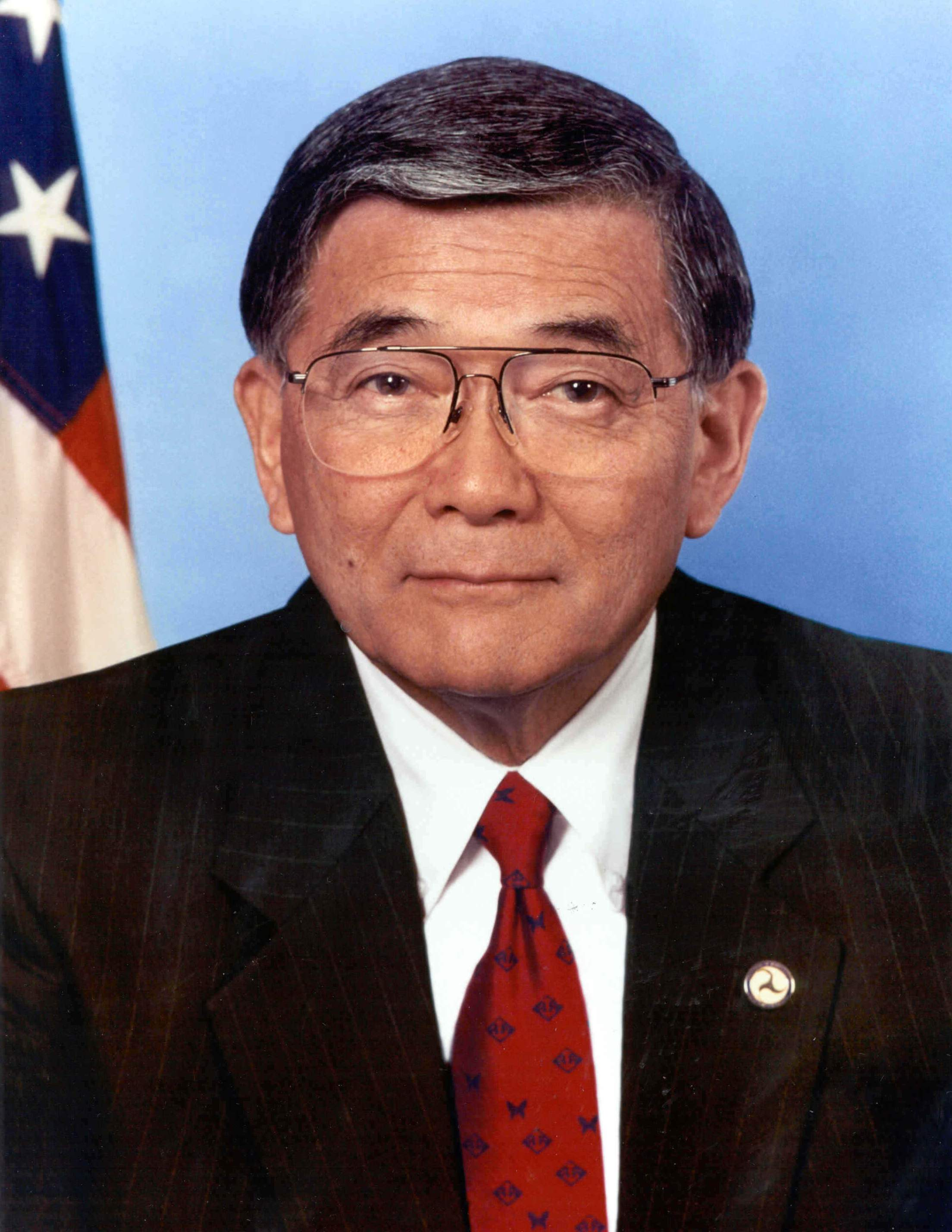
日系アメリカ人として初のアメリカ合衆国政府閣僚となった、ノーマン・ミネタ(1931-2022)誕生。

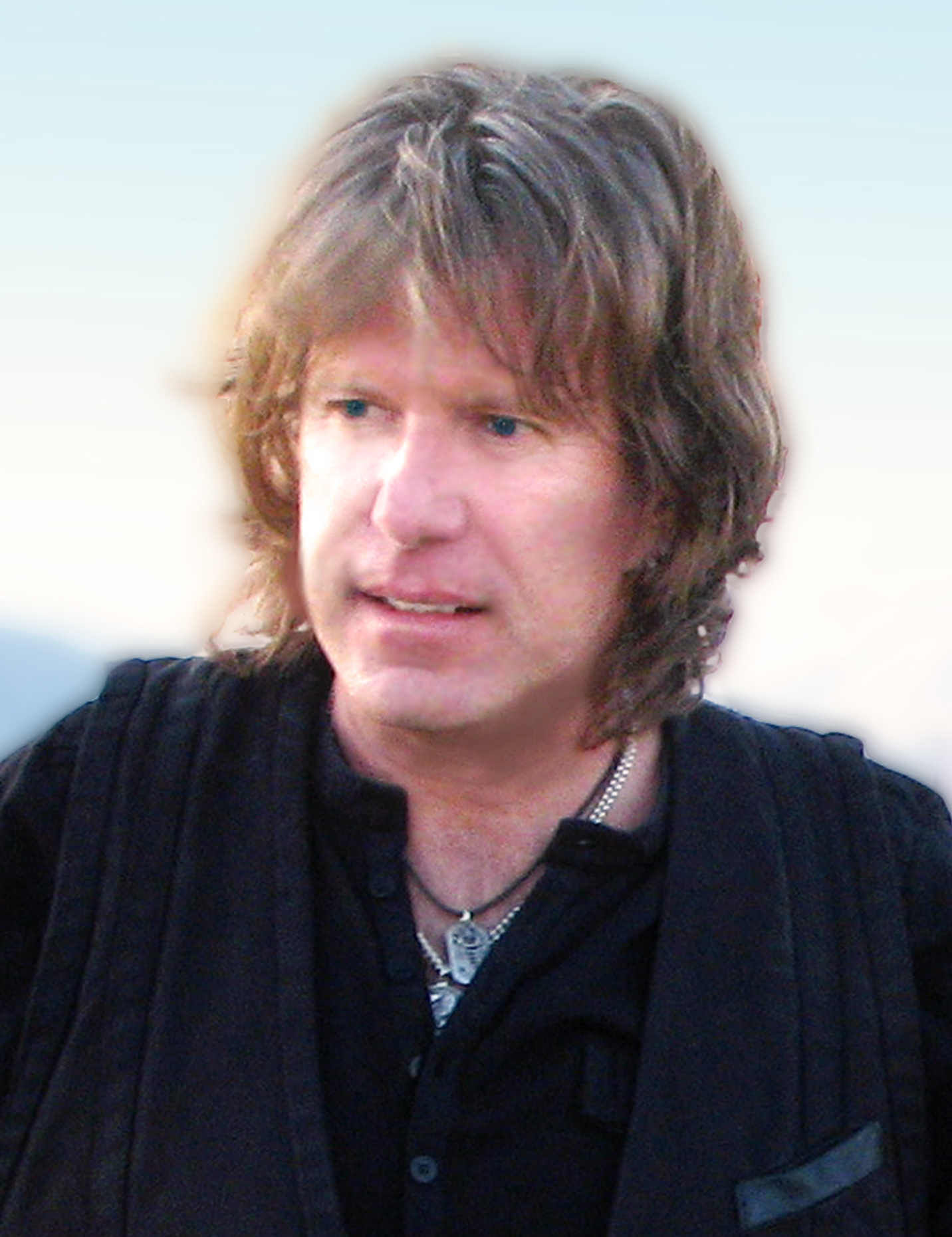
プログレッシブ・ロックバンド、エマーソン・レイク・アンド・パーマーのキーボーディスト、キース・エマーソン(1944-2016)誕生。

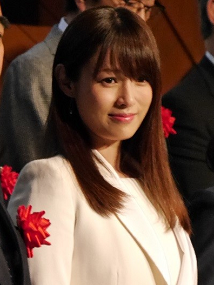
女優、深田恭子(1982-)誕生。

- 1082年（元豊5年10月10日） - 徽宗、北宋第8代皇帝（+ 1135年）
- 1591年 - アウグスト・ブーフナー（ドイツ語版）[3]、詩人、詩学者（+ 1661年）
- 1636年 - エドワード・コルストン、貿易商人、政治家（+ 1721年）
- 1646年（正保6年9月25日） - 小笠原長勝、第2代中津藩主（+ 1682年）
- 1692年 - ウニコ・ヴィルヘルム・ファン・ヴァッセナール、作曲家（+ 1766年）
- 1699年 - ジャン・シメオン・シャルダン、画家（+ 1779年）[4]
- 1734年 - ダニエル・ブーン[5]、探検家（+ 1820年）
- 1739年 - カール・ディッタース・フォン・ディッタースドルフ、作曲家、ヴァイオリニスト（+ 1799年）
- 1755年 - マリー・アントワネット、フランス王ルイ16世の妃（+ 1793年）
- 1758年（宝暦8年10月2日） - 良寛、曹洞宗の僧侶、歌人（+ 1831年）
- 1785年（天明5年10月1日） - 増山正寧、第6代長島藩主（+ 1842年）
- 1789年（寛政元年9月15日） - 津軽典暁、第3代黒石領主、（+ 1805年）
- 1795年 - ジェームズ・ポーク、政治家、第11代アメリカ合衆国大統領（+ 1849年）
- 1806年（文化3年9月22日） - 小笠原長泰、第2代唐津藩主（+ 1862年）
- 1815年 - ジョージ・ブール、数学者、哲学者（+ 1864年）
- 1841年（天保12年9月19日） - 片桐貞篤、第6代小泉藩主（+ 1883年）
- 1843年（天保年閏9月11日） - 池田清緝、第9代若桜藩主（+ 1862年）
- 1844年 - メフメト5世、オスマン帝国第35代スルタン（+ 1918年）
- 1847年 - ジョルジュ・ソレル、哲学者（+ 1922年）
- 1865年 - ウォレン・G・ハーディング、政治家、第29代アメリカ合衆国大統領（+ 1923年）
- 1865年（慶応7年9月14日） - 松前修広、第14代松前藩主、（+ 1905年）
- 1867年 - ワシリー・サペルニコフ、ピアニスト、作曲家（+ 1941年）
- 1868年（明治元年9月18日） - 横山大観、日本画家（+ 1958年）
- 1872年（明治5年11月2日） - 武島羽衣
- 1877年 - アーガー・ハーン3世、イスラム教ニザール派のイマーム（+ 1957年）
- 1885年 - ハーロー・シャプレー、天文学者（+ 1972年）
- 1890年 - 西ノ海嘉治郎 (3代)、力士（+ 1933年）
- 1890年 - 岸田國士、劇作家、小説家（+ 1954年）
- 1891年 - 許百錬、南画家（+ 1977年）
- 1893年 - バッティスタ・ファリーナ、自動車デザイナー、ピニンファリーナ創始者（+ 1966年）
- 1903年 - トラビス・ジャクソン、プロ野球選手（+ 1987年）
- 1906年 - ルキノ・ヴィスコンティ、映画監督（+ 1976年）
- 1907年 - 人生幸朗、漫才師（+ 1982年[6]）
- 1910年 - 三益愛子、女優（+ 1982年）
- 1911年 - オデッセアス・エリティス、詩人（+ 1996年）
- 1912年 - 勝田正之、実業家（+ 1991年）
- 1913年 - バート・ランカスター、俳優（+ 1994年）
- 1914年 - ジョニー・ヴァンダー・ミーア、元プロ野球選手（+ 1997年）
- 1915年 - 芹沢常行、検視官（+ 2005年）
- 1916年 - アル・キャンパニス、プロ野球選手 （+ 1998年）
- 1919年 - アルフレート・グリスラフスキ、ドイツ空軍のエース・パイロット（+ 2003年）
- 1920年 - 金鉄万、軍人、政治家（+ 2018年）
- 1922年 - リア・ファルク、フィギュアスケート選手（+ 1986年）
- 1923年 - 三橋達也、俳優（+ 2004年）
- 1925年 - 柴田崎雄、元プロ野球選手（+ 1986年）
- 1927年 - デイビー・ウィリアムズ、元プロ野球選手（+ 2009年）
- 1930年 - 浜田貫太郎、漫画家（+ 2002年）
- 1931年 - フィル・ウッズ、ジャズサクソフォーン奏者（+ 2015年）
- 1931年 - ノーマン・ミネタ、アメリカ合衆国運輸長官（+ 2022年）
- 1931年 - 小森光生、元プロ野球選手
- 1932年 - 棟居進、元プロ野球選手
- 1935年 - 工藤直子、詩人、童話作家
- 1935年 - 日下部禧代子、政治家
- 1936年 - 馬渕晴子、女優（+ 2012年）
- 1938年 - 乾浩明、アナウンサー、実業家
- 1938年 - 幸田優、元プロ野球選手（+ 1995年）
- 1939年 - いその・えいたろう、評論家
- 1939年 - 新川二朗、歌手（+ 2022年）
- 1940年 - 有川博、俳優、声優（+ 2011年）
- 1943年 - 鈴木義信、野球選手
- 1944年 - キース・エマーソン、キーボーディスト、作曲家（+ 2016年）
- 1944年 - パトリス・シェロー、映画監督、演出家（+ 2013年）
- 1944年 - マイケル・バッファー、リングアナウンサー
- 1944年 - 西田暢、元プロ野球選手
- 1944年 - 坂本剛二、政治家（* 2018年）
- 1946年 - ジュゼッペ・シノーポリ、指揮者（+ 2001年）
- 1946年 - 杉田二郎、歌手
- 1948年 - 五十嵐文彦、政治家
- 1949年 - 山田直政、元プロ野球選手
- 1949年 - L・M・ビジョルド、小説家
- 1950年 - リュボミィル・リュボエビッチ、チェスプレーヤー
- 1950年 - 星野好男、元アイスホッケー選手
- 1952年 - 高月敏文、元プロ野球選手
- 1953年 - 平田満、俳優
- 1953年 - 渡部重十、地球物理学者、惑星科学者
- 1954年 - 吉田裕、歴史家
- 1954年 - 貞山健源、元プロ野球選手
- 1955年 - 小山田隆、実業家
- 1955年 - 田中孝司、元サッカー選手、指導者
- 1957年 - 美木良介、俳優
- 1958年 - 山内ケンジ、CMディレクター、演出家、映画監督
- 1958年 - 的場耕二、スーツアクター
- 1960年 - ポール・マルティーニ、フィギュアスケート選手
- 1961年 - 滝口光則、元プロ野球選手
- 1961年 - k.d.ラング、シンガーソングライター
- 1962年 - 大土井裕二、ミュージシャン（元チェッカーズ）
- 1962年 - シュテファン・フッソング、アコーディオン奏者
- 1963年 - ボビー・ダル、ベーシスト（ポイズン）
- 1964年 - たかしげ宙、漫画原作者
- 1964年 - 中山加奈子、ミュージシャン（元プリンセス・プリンセス）
- 1965年 - シャー・ルク・カーン、俳優
- 1965年 - 山田宗樹、小説家
- 1966年 - オーランド・マルセド、元プロ野球選手
- 1966年 - 小川良成、プロレスラー
- 1966年 - デヴィッド・シュワイマー、俳優
- 1967年 - 石田彰[7]、声優
- 1967年 - 中垣内祐一、元バレーボール選手
- 1969年 - フィールディ、ベーシスト（コーン）
- 1970年 - 佐藤寛之、歌手、俳優（元光GENJI）
- 1970年 - 南部広美、フリーアナウンサー
- 1971年 - 道上千夏、競艇選手
- 1972年 - 松本裕子、ニュースキャスター
- 1972年 - 水野貴広、元騎手、調教師
- 1972年 - 水野貴史、元騎手、調教師
- 1972年 - 上野忠、元プロ野球選手
- 1974年 - ホセ・フェルナンデス、元プロ野球選手
- 1974年 - オーランド・カブレラ、元プロ野球選手
- 1974年 - ネリー、ラッパー
- 1975年 - 津曲勝利、バレーボール選手
- 1975年 - 魚谷智之、競艇選手
- 1975年 - ジェレミー・デュフォア、レーシングドライバー
- 1975年 - 若林直美、声優
- 1975年 - 宝井誠明、俳優
- 1976年 - 滝藤賢一、俳優
- 1976年 - シドニー・ポンソン、元プロ野球選手
- 1977年 - 箕田卓哉、元プロ野球選手
- 1978年 - 田中毅、日本テレビアナウンサー
- 1978年 - 篠原祐剛、元ショートトラックスピードスケート選手
- 1979年 - 今村雅美、女優
- 1979年 - 石山智也、プロ野球審判員
- 1980年 - ウラジミール・ツヴェトコフ、フィギュアスケート選手
- 1980年 - キム・ソヨン、女優
- 1981年 - 荻上チキ、メディア評論家、編集者
- 1981年 - AI、歌手
- 1981年 - 民部良子、女優、ファッションモデル
- 1981年 - タチアナ・トトミアニナ、フィギュアスケート選手
- 1982年 - 深田恭子[8]、女優
- 1982年 - 田久保郁美、車いすバスケットボール選手
- 1982年 - ユネル・エスコバー、プロ野球選手
- 1982年 - ウィリアム・バイアー、フィギュアスケート選手
- 1982年 - 山田紘之、元陸上競技選手
- 1985年 - 魚谷侑未、プロ雀士
- 1985年 - ダヴォール・パロ、チェス選手
- 1985年 - テリー・ドイル、元プロ野球選手
- 1986年 - 奥ゆり、モデル、タレント
- 1986年 - イェシド・サラザール、プロ野球選手
- 1986年 - 長井進之介、ピアニスト、音楽ライター
- 1987年 - 永川光浩、元プロ野球選手
- 1988年 - 新井麻衣、プロゴルファー
- 1988年 - ユリア・ゲルゲス、テニス選手
- 1988年 - セス・ロジン、元プロ野球選手
- 1989年 - ステヴァン・ヨヴェティッチ、サッカー選手
- 1989年 - 堀口ひかる、女優
- 1990年 - 岸田実保、ミュージカル俳優
- 1990年 - 村上雄太、俳優
- 1990年 - 鳩谷紗彩、元ファッションモデル
- 1990年 - 本宮未紀、棒高跳び選手
- 1990年 - カルロス・ラブリン、サッカー選手
- 1990年 - マット・クック、プロ野球選手
- 1992年 - 中平千佳、元野球選手
- 1992年 - ナオミ・アッキー、女優
- 1992年 - 小林慶祐、プロ野球選手
- 1993年 - 大野柚布子、声優
- 1994年 - 諏訪ななか、声優
- 1995年 - 栗原沙也加、ミュージカル女優
- 1995年 - 傳谷英里香、女優、歌手、元アイドル（元ベイビーレイズJAPAN）
- 1995年 - 岡崎紗絵、モデル、女優
- 1995年 - 木村彩子、プロゴルファー
- 1995年 - 高橋礼、プロ野球選手
- 1995年 - 秋奈、声優
- 1995年 - 青柳優馬、プロレスラー
- 1997年 - 星名美怜、アイドル（私立恵比寿中学）
- 1997年 - 小松陽平、元陸上競技選手
- 1997年 - 星野唯月、元プロレスラー、元歌手
- 1998年 - 高本彩花、ファッションモデル（元日向坂46）
- 1999年 - カーター・スチュワート、プロ野球選手
- 2000年 - JUNNA、歌手
- 2000年 - 青海ひな乃、アイドル（SKE48、カミングフレーバー）
- 2000年 - 浅見めい、YouTuber (くれいじーまぐねっと)
- 2000年 - 垂水優芽、バレーボール選手
- 2000年 - 小林愛理奈、キックボクサー
- 2001年 - 丸山歩夢、俳優
- 2002年 - 福山絢水、ファッションモデル
- 2003年 - 市川優月、アイドル（AMEFURASSHI）
- 2003年 - 竹山日向、プロ野球選手
- 2006年 - 當真あみ、女優
- 生年不詳 - 野村勝人、声優
- 生年不詳 - 小柳日菜、声優
- 生年不詳 - 氷室省吾、声優

## 忌日

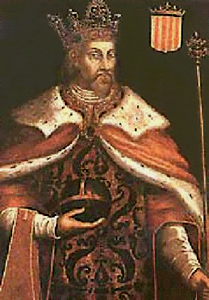
アラゴン十字軍を撃退したアラゴン王国最大の王、ペドロ3世(1239-1285)没。

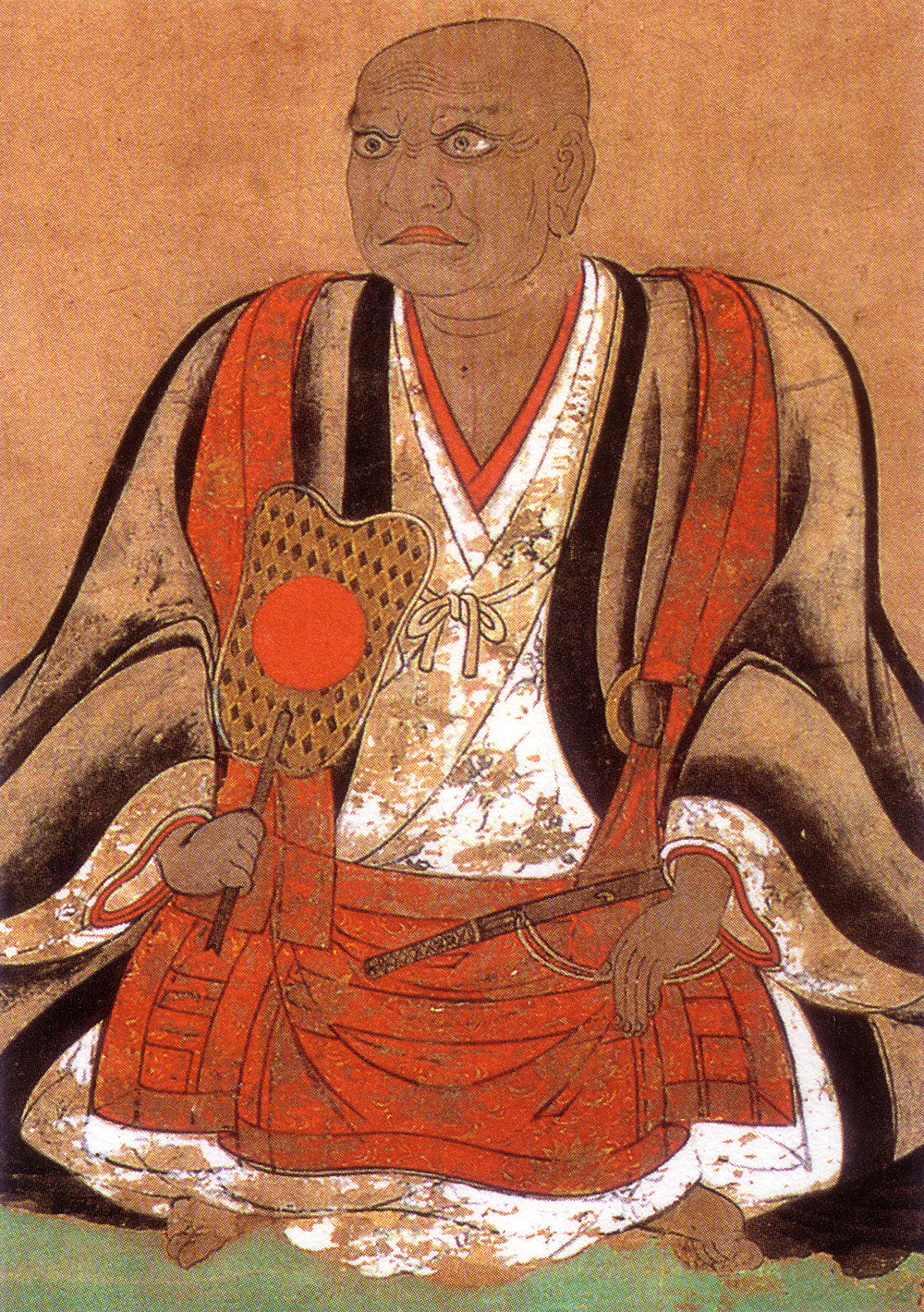
大友氏を支えた戦国武将、立花道雪(1513-1585)没。

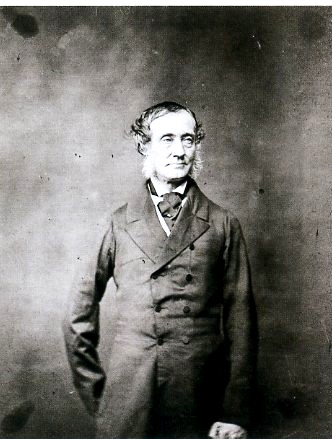
英国初代駐日総領事、ラザフォード・オールコック(1809-1897)没。

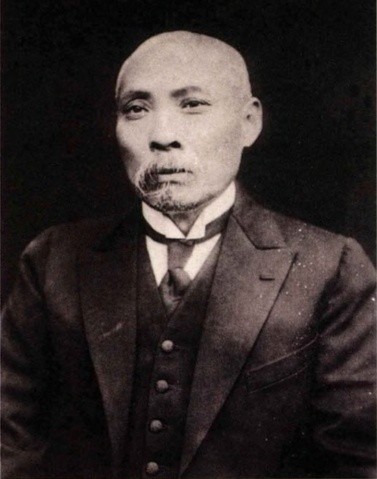
安徽派を率い日本と接触した中華民国北京政府国務総理、段祺瑞(1865-1936)没。

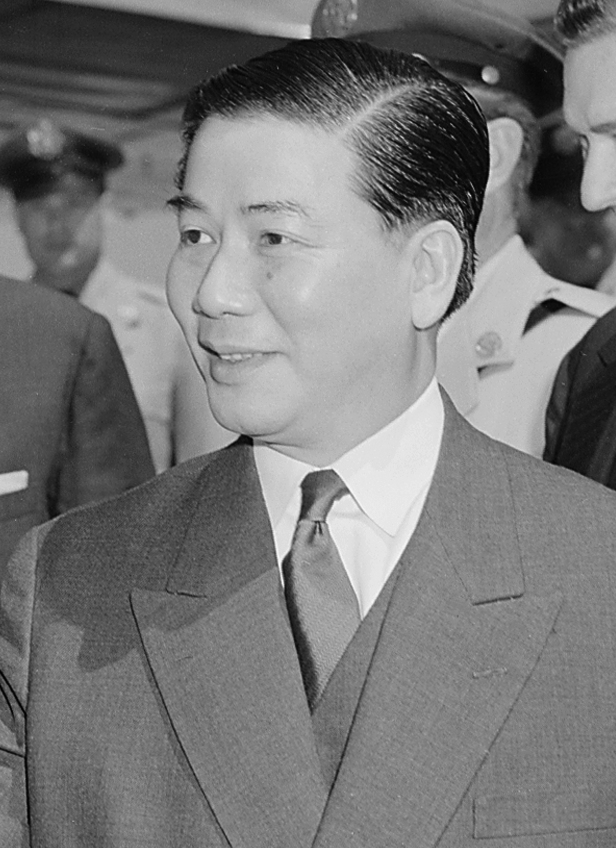
南ベトナム初代大統領、ゴ・ディン・ジエム(1901-1963)クーデターにより殺害。

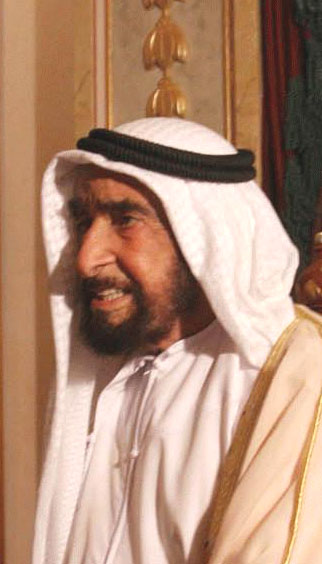
アラブ首長国連邦初代大統領、ザーイド・ビン＝スルターン・アール＝ナヒヤーン(19??-2004)没。

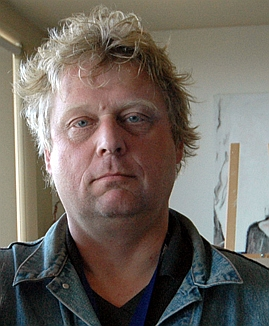
オランダの映画監督、テオ・ファン・ゴッホ(1957-2004)、イスラーム過激主義者により殺害される。

- 1020年（寛仁5年10月20日） - 藤原道綱、平安時代の公卿（* 955年）
- 1083年 - マティルダ・オブ・フランダース、イングランド王ウィリアム1世の王妃（* 1031年）
- 1285年 - ペドロ3世、アラゴン王（* 1239年）
- 1327年 - ハイメ2世、アラゴン王（* 1267年）
- 1483年 - ヘンリー・スタッフォード、バッキンガム公（* 1454年）
- 1494年（明応3年10月5日） - 上杉定正、室町時代の武将（* 1443年）
- 1502年 - アントニオ・ベニヴィエニ（イタリア語版）、医師（* 1443年）
- 1537年 - アントニオ・テバルディ（イタリア語版）、詩人（* 1462年）
- 1573年（天正元年10月8日） - 足利義維、室町時代の武将、堺公方、平島公方（* 1509年）
- 1585年（天正13年9月11日） - 立花道雪、戦国武将（* 1513年）
- 1661年 - ダニエル・セーヘルス、画家（* 1590年）
- 1676年（延宝4年9月26日） - 本多忠義、白河藩主（* 1602年）
- 1676年 - アダム・ヴァーツラフ・ミフナ、作曲家（* 1600年頃）
- 1716年 - エンゲルベルト・ケンペル、医師、博物学者（* 1651年）
- 1781年 - ホセ・フランシスコ・デ・イスラ（英語版）、イエズス会士、作家（* 1703年）
- 1790年 - ランベルト・クラーエ（英語版）、画家、美術収集家（* 1712年）
- 1798年 - シャルル・ド・ワイイー（英語版）、建築家、都市計画家、家具デザイナー（* 1730年）
- 1826年 - ジョヴァンニ・フェラーリ（英語版）、彫刻家（* 1744年）
- 1840年 - アンソニー・カーライル、外科医（* 1768年）
- 1843年（天保14年閏9月11日） - 平田篤胤、国学者、神道家（* 1776年）
- 1846年 - ヨハン・アンドレアス・シュトゥンプフ、ピアノ、ハープ製作者（* 1769年）
- 1846年 - エサイアス・テングネール、詩人（* 1782年）
- 1863年 - セオドア・ジュダ（英語版）、鉄道土木技師（* 1826年）
- 1874年 - トーマス・アンダーソン（英語版）、化学者（* 1819年）
- 1887年 - ジェニー・リンド、オペラ歌手（* 1820年）
- 1897年 - ラザフォード・オールコック、医師、外交官（* 1809年）
- 1900年 - 大西祝、思想家（* 1864年）
- 1905年 - アルベルト・フォン・ケリカー、解剖学者、生理学者（* 1817年）
- 1909年 - ウィリアム・フリス、画家（* 1819年）
- 1913年 - ラディスラス・ワイネック、天文学者（* 1848年）
- 1916年 - エリサベタ、ルーマニア王カロル1世の妃（* 1843年）
- 1922年 - 坪井玄道、体育学者（* 1852年）
- 1924年 - 初代三遊亭圓右、落語家（* 1860年）
- 1936年 - 段祺瑞、元中華民国北京政府首相（* 1865年）
- 1936年 - マーチン・ローリー、化学者（* 1874年）
- 1942年 - 北原白秋、詩人（* 1885年）
- 1944年 - トマス・ミジリー、化学者（* 1889年）
- 1945年 - 東武雄、野球選手（* 1901年）
- 1950年 - ジョージ・バーナード・ショー、劇作家（* 1856年）
- 1952年 - 広川松五郎[9]、染色工芸家（* 1889年）
- 1956年 - 茂田井武、挿絵画家（* 1908年）
- 1957年 - 徳冨蘇峰、評論家（* 1863年）
- 1957年 - ウィリアム・コフィン・コールマン（英語版）、実業家、コールマン創業者（* 1870年）
- 1957年 - テッド・メレディス、陸上競技選手、1912年ストックホルム五輪金メダリスト（* 1891年）
- 1958年 - 松本瀧藏、政治家、教育者（* 1901年）
- 1960年 - ディミトリ・ミトロプーロス、指揮者（* 1896年）
- 1960年 - 山脇敏子、洋画家、教育者、山脇洋裁学院（現・山脇美術専門学校）創設者（* 1887年）
- 1960年 - 山口二矢、右翼活動家（* 1943年）
- 1960年 - エベレット・スコット、プロ野球選手（* 1892年）
- 1962年 - 細井魚袋、歌人（* 1889年）
- 1963年 - ゴ・ディン・ジエム、政治家、南ベトナム初代大統領（* 1901年）
- 1965年 - 阿部九洲男、俳優（* 1910年）
- 1966年 - 荒木貞夫、元陸軍大臣、文部大臣（* 1877年）
- 1966年 - ピーター・デバイ、物理学者、化学者（* 1884年）
- 1967年 - 恒藤恭、法学者（* 1888年）
- 1971年 - 野田九浦、日本画家（* 1879年）
- 1973年 - 市川忍、実業家、初代丸紅社長（* 1897年）
- 1975年 - 清棲幸保、鳥類学者（* 1901年）
- 1975年 - ピエル・パオロ・パゾリーニ、映画監督（* 1922年）
- 1978年 - 岩倉具栄、英文学者（* 1904年）
- 1980年 - 山川菊栄、婦人問題評論家、初代労働省婦人少年局長（* 1890年）
- 1981年 - 金素雲、詩人（* 1908年）
- 1981年 - ケネス・オークリー（英語版）、自然人類学者、古生物学者、地質学者（* 1911年）
- 1982年 - 勝田興、元プロ野球選手（* 1923年）
- 1982年 - ワシリー・ルデンコフ、ハンマー投げ選手、1960年ローマ五輪金メダリスト（* 1931年）
- 1983年 - 足利惇氏、インド学者（* 1901年）
- 1983年 - 渡邊洋治、建築家（* 1923年）
- 1983年 - 若三杉彰晃、元大相撲力士（* 1937年）
- 1983年 - 田村泰次郎、小説家（* 1911年）
- 1985年 - 直良信夫、考古学者（* 1902年）
- 1987年 - 和田肇[10]、ジャズ・ピアニスト（* 1908年）
- 1987年 - 山上武夫、作詞家（* 1917年）
- 1988年 - 田宮義雄、実業家、タミヤ創業者（* 1905年）
- 1990年 - 丹羽兵助、政治家、 第51代労働大臣（* 1911年）
- 1991年 - アーウィン・アレン、映画監督（* 1916年）
- 1994年 - 槇野勇、警察官僚、元警視総監（* 1917年）
- 1994年 - 清田十一、元騎手、調教師（* 1922年）
- 1994年 - 坂口三千代、エッセイスト（* 1923年）
- 1997年 - 長嶺将真、空手家（* 1907年）
- 2000年 - ロバート・コーミア、小説家（* 1925年）
- 2002年 - トニオ・セルヴァルト、俳優（* 1896年）
- 2002年 - 竹本吉夫、内科医、初代日本赤十字秋田短期大学学長（* 1925年）
- 2002年 - チャールズ・シェフィールド、SF作家（* 1935年）
- 2004年 - ザーイド・ビン＝スルターン・アール＝ナヒヤーン、アブダビ首長、アラブ首長国連邦大統領（* 1918年）
- 2004年 - 竹内猛、政治家（* 1922年）
- 2004年 - 土屋佳照、官僚、政治家、元鹿児島県知事（* 1926年）
- 2004年 - テオ・ファン・ゴッホ、映画監督（* 1957年）
- 2005年 - フェッルッチョ・ヴァルカレッジ、元サッカー選手、指導者（* 1919年）
- 2006年 - ミリー・ヴィターレ（英語版）、女優（* 1933年）
- 2006年 - レナード・シュレイダー、脚本家（* 1944年）
- 2007年 - イーゴリ・モイセーエフ（英語版）、バレエダンサー、振付師（* 1906年）
- 2007年 - 谷本慶二[11]、実業家、元三和化学研究所社長（* 1929年または1930年）
- 2007年 - 山田卓、振付師（* 1931年）
- 2007年- ジャン・ピエール・レゲラス（英語版）、俳優（* 1939年）
- 2007年 - S・P・タミルセルバン（英語版）、タミル・イーラム解放のトラの指導者（* 1967年）
- 2008年 - 端田泰三、銀行家、元富士銀行（現みずほ銀行）頭取・会長（* 1926年）
- 2008年 - ビル・ストール（英語版）、ジャーナリスト、ピューリッツァー賞受賞者（* 1937年）
- 2008年 - アフメド・アル・ミルガニ（英語版）、政治家、第3代スーダン大統領（* 1942年）
- 2009年 - 鄭念、作家（* 1915年）
- 2009年 - キース・ケトルボロー（英語版）、元サッカー選手、監督（* 1935年）
- 2009年 - アミール・プヌーリ、計算機科学研究者（* 1941年）
- 2009年 - ロマン・モラヴェッツ、陸上競技選手（* 1950年）
- 2010年 - 梅村すみ子、元陸上競技選手、指導者（* 1917年)
- 2010年 - 山崎岳麿[12]、実業家、元荒川化学工業常務（* 1923年)
- 2010年 - クライド・キング（英語版）、元プロ野球選手（* 1924年)
- 2010年 - ルドルフ・バルシャイ、指揮者（* 1924年)
- 2010年 - 武富敏幸[13]、実業家、元九電工専務（* 1932年)
- 2011年 - 松岡陽子マックレイン、文学研究者（* 1924年）
- 2011年 - 高橋昭博、原爆被爆者、第7代広島平和記念資料館館長（* 1931年）
- 2011年 - 三柴元、実業家、ラックホールディングス創業者（* 1944年）
- 2012年 - ハン・スーイン、作家、医師（* 1916年）
- 2012年 - 橋本文雄、録音技師（* 1928年）
- 2012年 - ミルトン・キャンベル、元十種競技選手、1956年メルボルン五輪金メダリスト（* 1933年）
- 2012年 - 本所次郎、小説家、ジャーナリスト（* 1937年）
- 2013年 - 小松原三夫、プロゴルファー、ティーチングプロ（* 1917年）
- 2013年 - 浪花歌笑、浪曲師（* 1926年）
- 2013年 - 石月昭二、海運局長、元海上保安庁長官（* 1927年）
- 2013年 - ウォルト・ベラミー、元バスケットボール選手（* 1939年）
- 2013年 - 鈴木詔子、競艇選手（* 1961年）
- 2014年 - 佐藤トネ[14]、社会運動家、土呂久公害被害者の会会長（* 1922年）
- 2014年 - アッカー・ビルク、クラリネット奏者（* 1929年）
- 2014年 - 田井安曇、歌人（* 1930年）
- 2014年 - 井上保、実業家、関西スーパーマーケット会長（* 1947年）
- 2015年 - 加藤治子、女優（* 1922年）
- 2015年 - 原禮之助[15]、実業家、元セイコー電子工業社長（* 1923年）
- 2015年 - 原澤秀夫[16]、実業家、元東急ストア社長（* 1930年）
- 2015年 - 森健志郎[17]、実業家、高知県立坂本龍馬記念館長（* 1942年）
- 2015年 - 仁田陸郎、元裁判官、東京高等裁判所元長官（* 1942年）
- 2016年 - 木村孝、染織研究家、随筆家（* 1920年）
- 2017年 - 青島利幸、放送作家（* 1961年）
- 2018年 - ハーバート・フィンガレット、哲学者、カリフォルニア大学名誉教授（* 1921年）
- 2018年 - レイモンド・チョウ、映画プロデューサー（* 1927年）
- 2018年 - ロイ・ハーグローヴ、ジャズトランペット奏者（* 1969年）
- 2019年 - 石沢芳次郎、経済学者、拓殖大学元学長・名誉教授、防衛大学校名誉教授（* 1915年）
- 2019年 - 西川治、人文地理学者、東京大学名誉教授（* 1925年）
- 2019年 - 大隅清治、水産動物研究者、元日本鯨類研究所理事長（* 1930年）
- 2019年 - シグバード・エリクソン（英語版）、スピードスケート選手、1956年コルチナ・ダンペッツオ五輪金メダリスト（* 1930年）
- 2019年 - マリー・ラフォレ、女優、歌手（* 1939年）
- 2020年 - エルサ・レイヴン（英語版）、女優（* 1929年）
- 2020年 - バロン・ウォルマン（英語版）、音楽雑誌『ローリング・ストーン』のチーフカメラマン（* 1937年）
- 2020年 - ジジ・プロイエッティ、俳優、声優、映画監督、脚本家（* 1940年）
- 2021年 - 李沢厚、哲学者、美学者（* 1930年）
- 2021年 - 宇野郁夫、経営者、元日本生命保険社長（* 1935年）
- 2021年 - 山本博巳、実業家、元日立物流社長（* 1940年）
- 2021年 - 小川洋、元官僚、政治家、第17・18・19代福岡県知事、元特許庁長官（* 1949年）
- 2022年 - 松居直、出版人、児童文学者、元福音館書店社長（* 1926年）
- 2022年 - 鈴木光男、経済学者、東京工業大学名誉教授（* 1928年）
- 2022年 - エラ・バット、弁護士、労働組合運動家、人権擁護活動家（* 1933年）
- 2022年 - マウロ・フォルギエリ、レーシングカー設計者、エンジン設計者（* 1935年）
- 2022年 - 曽聖光、軍人、ウクライナ義勇兵（* 1997年）
- 2023年 - ユッタ・ミュラー、フィギュアスケート指導者（* 1928年）
- 2023年 - 石津祥介、ファッションデザイナー、ファッションディレクター（* 1935年）
- 2023年 - 北浜晴子、声優（* 1938年）
- 2023年 - ユーリ・テミルカーノフ、指揮者（* 1938年）
- 2023年 - ミシェル・ピルツ、ジャズ・クラリネット奏者（* 1945年）
- 2023年 - 地村彰之、英文学者、広島大学名誉教授（* 1952年）
- 2023年 - ウォルター・デイビス、プロバスケットボール選手、1976年モントリオール五輪金メダリスト（* 1954年）
- 2023年 - 四代目朝潮太郎、元大相撲力士、年寄18代錦島（* 1955年）

## 記念日・年中行事
- 死者の日（カトリック）
死者の霊魂のために祈りを捧げる日。
- 死者の日（ メキシコ）
死者の霊魂のために祈りを捧げ祝う日。
- インド人到達の日（英語版）（ モーリシャス）
- 阪神タイガース記念日（ 日本）
1985年のこの日、プロ野球の日本シリーズで阪神タイガースが西武ライオンズを破り、38年ぶり、2リーグ化後では初の日本一になったことを記念。
- 習字の日・書道の日（ 日本）
公益財団法人日本習字教育財団が制定。「いい（11）もじ（2）」の語呂合わせの意味と、文化祭などの多い11月の文化月間に合わせたもの。
- タイツの日（ 日本）
株式会社エムアンドエムソックスが制定。11月は女性がタイツでおしゃれをするベストシーズンであること。そして、タイツは片足ずつ編み、あとで1つに縫製されることから形が数字の11と似ており、2つがペアであることから。
- キッチン・バスの日（ 日本）
キッチン・バス工業会が制定。11月3日の「文化の日」の前日を家庭文化のあり方を考える日にということと、Kitchen-BathのK・Bがアルファベットの11番目・2番目でもあることから。